# Híres dorogiak listája
Ez a szócikk azokat az ismert személyiségeket sorolja fel, akik Dorog városában születtek,  illetve más módon kapcsolódnak a városhoz.
- Aszlányi Károly (1908–1938) író, színműíró, újságíró (Dorogon hunyt el)
- Bacsa Péter (1970–) sportoló, válogatott, olimpikon birkózó;
- Bakonyi István (1928–2014) biztonságtechnikus, labdarúgó;
- Bakos Géza (1949–) építészmérnök;
- Balázs Mihály (1963–) iparos, közéleti személyiség;
- Bán József (1940–2009) sportrepülő;
- Barcza Lajos (1932–2007) gyógyszerész, vegyész, kémiai tudományok doktora.
- Bárdos Annamária (1945–) keramikus, tanár;
- Bárdos Sándor (1904–1978) labdarúgó, labdarúgó szakedző, mesteredző, sportpolihisztor
- Bárdos Sándor, ifj. (1940–) bányagépész és bányavillamossági mérnök.
- Bartl Lőrinc (1909–1983) kanonok, rektor, professzor;
- Bauer János (1910–1971) kőműves mester;
- Beke Imre (1907–1943) hatszoros országos bajnok, olimpiai kerettag birkózó;
- Belányi Imre (1926–2010) sportoló, edző, szakosztályvezető;
- Bencze László (1949–2014) fotóművész;
- Benedek József (1877–1944) főjegyző;
- Berberich Jakab (1877–1950) bíró, városi képviselő, gazdálkodó;
- Berberich János (1884–1960) bíró, gazdálkodó;
- Binder Lajos (1891–1957) hentes, mészáros;
- Blank János (1938–1988) zenész, zongorista;
- Bona Gábor (1948–) hadtörténész, szakíró
- Both Lehel (1942–) zongoraművész, zenetanár
- Budafoki Róbert (1941–) bányagépész;
- Bulhardt Vilmos (1923–1988) zenész, zenetanár;
- Buttinger János (1939–2006) közgazdász, sportoló;
- Buzánszky Jenő (1925–2015) labdarúgó, Aranycsapat tagja;
- Cselenyákné Cservenka Rita (1962–) újságíró;
- Cselenyák Imre (1957–) író, elbeszélő, rockzenész;
- Csermák János (1920–1999) labdarúgó, közéleti személyiség;
- Csiffáry Tamás (1958–2010) főiskolai adjunktus, kutató, szerkesztő;
- Csunderlik Tibor (1962–) köztisztviselő, közgazdász;
- Dávid Anna (1933–) gyerekorvos, Dorog polgármestere 1990-1994;
- Deák Ferenc (1946–) közéleti személyiség;
- Debre Zsuzsa (1964–) hegedűművész;
- Drasche-Lázár Alfréd (1875–1949) diplomata, politikus, író;
- Eiler József (1877–1947) mezőgazdász, bortermelő, kőműves;
- Erdős Mátyás (1908–2003) prépost, apostoli protonotárius, a filozófia és teológia doktora;
- Fehér Lajos, ifj. (1943–) zenész, előadóművész;
- Fekete Imre (1906–?) olimpikon atléta
- Fekete László (1958–) Európa- és világbajnok erősportoló
- Fellegi István (1937–2018) labdarúgó, okleveles bányagépész, bánya-villamos üzemmérnök;
- Filip György (1966–) rockzenész;
- Finta András (1950–) gépészmérnök, villamosmérnök, menedzser;
- Fodor Sándor (1936–1990) okleveles bányatechnikus;
- Furlán Ferenc (1935–1998) festőművész;
- Gáthy Barnabás (1926–) aranyokleveles gépészmérnök;
- Gerstner Bálint (1941–1987) okleveles bányamérnök;
- Godó Ferenc (1931–) vegyészmérnök, környezetvédelmi szakmérnök;
- Gordos Géza (1934–) újságíró;
- Grosics Gyula (1926–2014) labdarúgó;
- Grundl Ignác (1813–1878) nemzetközi hírű botanikus, római katolikus plébános;
- Gürtler Dénes (1881–1944) későbbi esperes-plébános, felvidéki magyar politikus, szlovákiai nemzetgyűlési és magyarországi országgyűlési képviselő itt volt káplán;
- Guttmann György (1934–) geológus;
- Gyurgyák János (1956–) történész, könyvkiadó;
- Györgyei Ferenc (1900–1970) olimpikon birkózó;
- Gyürky Antal (1817-1890) az 1848-49-es szabadságharc honvéd őrnagya, borász, mezőgazdász, királyi kataszteri felügyelő, lapszerkesztő, borászati és közgazdasági szakíró;
- Halász Aranka (1944–) színésznő, szinkronszínésznő
- Hám Kálmán (1923–1952) bányamentő, vájár;
- Hervai Ferenc (1936–2004) üzemmérnök, műszaki vezető;
- Hopp Ferenc (1922–1988) ornitológus, a Magyar Ornitológiai Társaság tagja;
- Ilku István (1933–2005) sportoló, válogatott labdarúgó;
- Ilku Péter (1936–2005) sportoló, labdarúgó;
- Juhász Tibor (1958–) lézerfizikus;
- Kapus János (1963–) zeneművész, zenetanár;
- Kassai Ferenc (1919–1995), aranyokleveles bányamérnök;
- Kháler Lőrinc (1877–1957) községi bíró;
- Kismóni János (1969) sportoló, birkózó;
- Klausz Ferenc (1892–1966) kőműves, építészmester;
- Koszkol Jenő (1868–1935) festőművész;
- Kovács Antal (1923–2011) sportvezető, A Dorogi Bányász SC elnöke 20 éven át
- László Klára (1947–) címzetes egyetemi docens, szociológus;
- Lattmann Béla (1960–) basszusgitáros, zeneművészeti tanszékvezető tanár, érdemrendi lovagkeresztes;
- id. Laub Antal (1852–1924) mezőgazdász, bortermelő;
- Lencsés Lajos (1943–) oboaművész (Stuttgart);
- Lieber Tamás (1972–) barlangkutató, természetvédő, tud. újságíró, tanár;
- Makovics János (1963–) író, újságíró;
- Meszes Lajos (1924–) labdarúgó, sporttörténetíró;
- Mucha József (1924–) válogatott labdarúgó, edzö;
- Nádor Magda (1955–) operaénekes;
- Nádor Tamás István (1970–) környezetvédelmi újságíró; a dorogi Zöld Sorok szerkesztője 2000-2016;
- Pacsai Márta (1952–) olimpiai bronzérmes válogatott kézilabdázó
- Pető Tóth Károly (1954–) költő, műfordító;
- Pick József (1933–2017) sportoló helytörténeti kutató;
- Pintér Márta Zsuzsanna (1961–) irodalom- és színháztörténész, egyetemi tanár;
- Prohászka János (1934–2012) labdarúgó;
- Puchner Ferenc (1930–) okleveles építészmérnök;
- Rauscher György (1902–1930) festőművész;
- Sasvári Katalin (1948–) előadóművész;
- Schreck Ferenc (1969–) zeneművész;
- Sós Adrienn (1966–) zongoraművész;
- Solymár Károly (1894–1945) a gátfutás bajnoka, olimpikon atléta, sportvezető
- Surányi József (1939–) labdarúgó;
- Szabó Gyula (1969–) sporttörténeti szakíró;
- Szabó István (1939-2006) sportoló, hegymászó;
- Szabó József (1956–) labdarúgó;
- Szalai Tamás (1958) labdarúgó, zenész;
- Szűcs Lajos (1943-2020) világválogatott, olimpiai bajnok labdarúgó;
- Tallér Zsófia (1970–2021) Erkel Ferenc-díjas zeneszerző;
- id. Tarjáni Ferenc (1938–2017) kürtművész;
- Tittmann János (1956–) politikus, országgyűlési képviselő;
- Varga János (1932–2010) labdarúgó;
- Vezér Éva (1957–2014) médiamenedzser;
- Végh Éva (1955–) festőművész, tanár;
- Vöröss Lajos (1940–2008) gépészmérnök, reaktortechnikai szakmérnök, kandidátus;
- Wagner Lajos (1952–) operaénekes;
- Wieder Nándor (1922–1994) kohómérnök;
- Dr. Zsembery Dezső (1928–2022) orvos, kórházigazgató
- Zsitvay Ferenc polgármester (1768-tól az 1790-es évek elejéig)